# Priors Marston
Priors Marston est un village et une paroisse civile du Warwickshire, en Angleterre.